# Astragalus hostilis
Astragalus hostilis är en ärtväxtart som beskrevs av Pierre Edmond Boissier. Astragalus hostilis ingår i släktet vedlar, och familjen ärtväxter. Inga underarter finns listade i Catalogue of Life.